# Wschowa-Południe (gmina)
Wschowa-Południe (od 1973 Szlichtyngowa) – dawna gmina wiejska istniejąca w latach 1945–1954 w woj. poznańskim i woj. zielonogórskim (dzisiejsze woj. lubuskie). Siedzibą władz gminy była Wschowa, która stanowiła odrębną gminę miejską.
Gmina Wschowa-Południe powstała po II wojnie światowej (1945) na terenie tzw. Ziem Odzyskanych (tzw. II okręg administracyjny – Dolny Śląsk). 25 września 1945 gmina – jako jednostka administracyjna powiatu wschowskiego – została powierzona administracji wojewody poznańskiego, po czym z dniem 28 czerwca 1946 została przyłączona do woj. poznańskiego. 6 lipca 1950 gmina wraz z całym powiatem wschowskim weszła w skład nowo utworzonego woj. zielonogórskiego.
Według stanu z 1 lipca 1952 gmina składała się z 12 gromad: Dryżyna, Drzewce Nowe, Drzewce Stare, Górczyna, Jędrzychowice, Kandlewo, Konradowo, Kowalewo, Łęgnowo, Olbrachcice, Siedlnica i Zamysłów. Gmina została zniesiona 29 września 1954 wraz z reformą wprowadzającą gromady w miejsce gmin. Jednostki nie przywrócono 1 stycznia 1973 wraz z kolejną reformą reaktywującą gminy, utworzono natomiast jej terytorialny odpowiednik, gminę Szlichtyngowa z siedzibą w Szlichtyngowej.
Zobacz też: gmina Wschowa, gmina Wschowa-Północ.